# Ernesti Hentunen

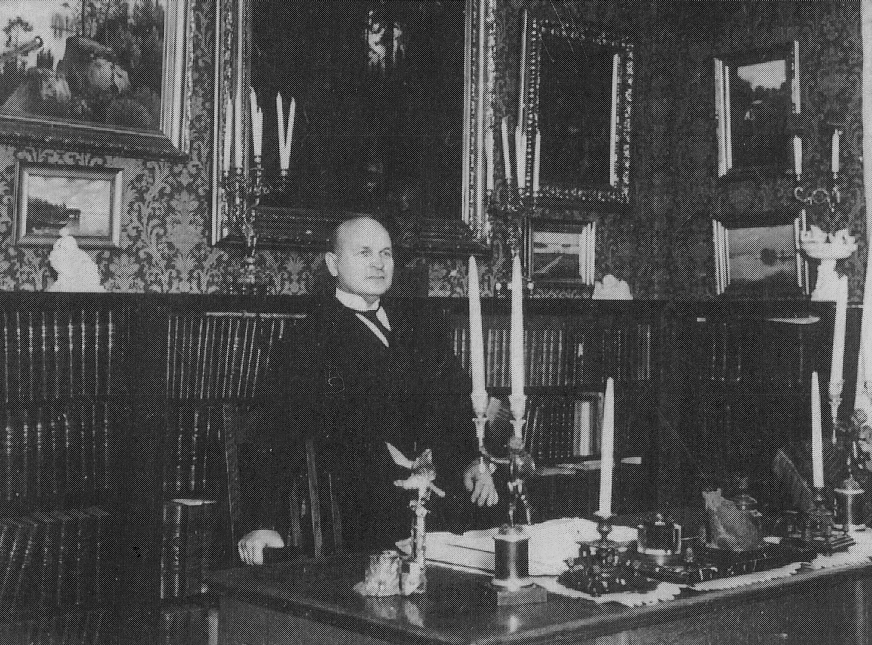
Ernesti Hentunen i sitt arbetsrum på Fredriksgatan i Helsingfors under 1940-talet.

Ernst (Ernesti) Hentunen, född 22 juli 1885 i Sankt Petersburg, död 3 november 1951 i Helsingfors, var en finländsk advokat. 
Hentunen blev filosofie magister 1910 och avlade rättsexamen 1915. Han var verksam som lärare 1906–1916 och därefter som advokat i Helsingfors. Han anklagades 1918 för samröre med de röda och hölls en tid i fångläger, vilket hos honom framkallade en aversion mot alla slag av makthavare. Han började 1928 utge det populistiska tidningen Totuuden Torvi, dömdes till fängelse och lämnade 1933 Finland av fruktan för nya domar. Efter att han återvänt 1940 kom han snart åter i konflikt med myndigheterna, som 1942 försatte honom i hemarrest i Hyvinge landskommun. Han grundade 1944 Radikala folkpartiet och försökte, utan resultat, att ingå ett valförbund med Demokratiska förbundet för Finlands folk (DFFF). Han kom därigenom i konflikt även med Finlands kommunistiska parti (FKP), som han skoningslöst häcklade i sin tidning.